# David Sesa
David Sesa (n. Zúrich, Suiza;  10 de julio de 1973) es un exfutbolista y actual entrenador suizo, que jugaba de mediocampista y militó en diversos clubes de Suiza e Italia. actualmente dirige al FC Rapperswil-Jona de la Promotion League de Suiza.

## Selección nacional
Con la Selección de fútbol de Suiza, disputó 36 partidos internacionales y anotó solo un gol. Incluso participó con la selección suiza, en una sola edición de la Eurocopa. La única participación de Sesa en una Eurocopa, fue en la edición de Inglaterra 1996. donde su selección quedó eliminada en la primera fase de la cita de Inglaterra.

### Participaciones en Eurocopas
| Eurocopa      | Sede       | Resultado    |
| ------------- | ---------- | ------------ |
| Eurocopa 1996 | Inglaterra | Primera Fase |

## Clubes

### Como jugador
| Club      | País   | Año         |
| --------- | ------ | ----------- |
| FC Zürich | Suiza  | 1991 - 1993 |
| FC Baden  | Suiza  | 1993 - 1994 |
| Servette  | Suiza  | 1994 - 1998 |
| Lecce     | Italia | 1998 - 2000 |
| Napoli    | Italia | 2000 - 2004 |
| FC Aarau  | Suiza  | 2004        |
| Palazzolo | Italia | 2005        |
| SPAL      | Italia | 2005 - 2008 |
| Rovigo    | Italia | 2008 - 2010 |

### Como Segundo Entrenador
| Club           | País    | Año       | Segundo Entrenador de |
| -------------- | ------- | --------- | --------------------- |
| RSC Anderlecht | Bélgica | 2016-2017 | René Weiler           |
| Al-Ahly        | Egipto  | 2019-2020 | René Weiler           |

### Como Entrenador
| Club               | País  | Año             |
| ------------------ | ----- | --------------- |
| FC Wohlen          | Suiza | 2012 - 2014     |
| AC Bellinzona      | Suiza | 2022            |
| FC Rapperswil-Jona | Suiza | 2022 - Presente |